# Stefan Ostrowski (leśnik)
Stefan Ostrowski (ur. 2 czerwca 1926 w Różance k. Włodawy, zm. 17 lutego 1969 w Warszawie) – leśnik i meliorant.

## Życie zawodowe
W 1951 ukończył studia na Wydziale Leśnym, a w 1961 na Wydziale Melioracji Wodnych SGGW w Warszawie.
Pracę doktorską obronił w 1963, a dwa lata później uzyskał stopień doktora habilitowanego.
Od 1961 kierował Zakładem Gospodarki Wodnej w Instytucie Badawczym Leśnictwa. Założył stację badań hydrologiczno-leśnych w nadleśnictwie Sobibór.
Zorganizował stacje badawcze w Puszczach: Augustowskiej, Knyszyńskiej i Białowieskiej oraz pracownię w Augustowie. Był członkiem Komitetu Nauk Leśniczych i Komitetu Melioracji, Łąkarstwa i Torfoznawstwa PAN, delegatem MLiPD w Polskim Komitecie IWSA (Międzynarodowe Stowarzyszenie Zaopatrzenie w Wodę).
Wykładowca SGGW w Warszawie.

## Dorobek naukowy
Wśród licznych publikacji jego autorstwa jest 19 prac naukowo-badawczych, w tym 5 wydanych za granicą, 3 dokumentacje, 28 pozycji popularno-naukowych, dwa opracowania m.in. Leśna gospodarka wodna (1968) oraz podręcznik akademicki napisany wraz z prof. Stanisławem Bacem:  „Podstawy leśnych melioracji wodnych” (1969).
Wyróżniony dyplomem Foreign and Technical Programs Division Agricultural Research Service w Waszyngtonie w Stanach Zjednoczonych USA (1965) za badania “Wpływ poziomu wilgotności gleby na wzrost  i rozwój sosny i świerka w różnym wieku  tych drzew”.

## Życie prywatne
Współmałżonka: Lucyna Ostrowska-Komorowska
Dzieci: Wanda Lemańska-Lagut